# Hieu Van Le
Hieu Van Le (wiet. Lê Văn Hiếu, ur. 1954 w Quảng Trị) – australijski ekonomista i działacz społeczny wietnamskiego pochodzenia, od 1 września 2014 gubernator Australii Południowej. Jest pierwszym w historii Australii gubernatorem stanowym pochodzenia azjatyckiego oraz pierwszym w historii etnicznym Wietnamczykiem zajmującym stanowisko gubernatorskie w którymkolwiek z Commonwealth realms. 

## Życiorys

### Młodość i kariera zawodowa
Dorastał w Đà Nẵng. Do 1977 studiował na uniwersytecie w Đà Lạt, lecz postanowił przerwać naukę i wraz z żoną podjąć próbę ucieczki do Australii jako boat people. Dotarł w ten sposób do Darwin, a stamtąd trafił do ośrodka dla uchodźców w Adelaide, gdzie osiadł na stałe. Jego wietnamskie wykształcenie nie zostało uznane w Australii, wobec czego odbył ponowne studia w zakresie ekonomii i księgowości na University of Adelaide. Otrzymał status certyfikowanego księgowego, zaś w 1991 podjął pracę w Australian Securities and Investments Commission (australijskiej odpowiedniczce Komisji Nadzoru Finansowego), gdzie prowadził śledztwa dotyczące nieprawidłowości w australijskich korporacjach. Po 18 latach pracy w tej instytucji, w 2009 przeszedł na emeryturę. 

### Działalność społeczna
Od 1995 zasiadał w Południowoaustralijskiej Komisji ds. Multikulturalizmu i Spraw Narodowościowych (SAMEAC). Od 2001 był wiceprzewodniczącym tego gremium, zaś od 2007 przewodniczącym. Dodatkowo w 2007 objął w dużej mierze honorowy urząd zastępcy gubernatora (gubernatora porucznika) Australii Południowej. 26 czerwca 2014 ogłoszono, iż królowa Elżbieta II, działając na wniosek premiera Australii Południowej Jaya Weatherilla, mianowała go gubernatorem tego stanu. Oficjalnie objął ten urząd 1 września 2014.

## Odznaczenia i wyróżnienia
W 2001 otrzymał Centenary Medal. W 2010 został odznaczony Orderem Australii klasy Oficer. Jest doctorem honoris causa swojej alma mater, University of Adelaide, a także Flinders University.